# Gène suppresseur de tumeurs
 (15 juillet 2019).
Un gène suppresseur de tumeurs ou encore anti-oncogène est un régulateur négatif de la prolifération cellulaire.

## Physiologie
Notre organisme est composé d'environ cinq mille milliards de cellules réparties dans plus de 200 types cellulaires différents qui composent les tissus (cellules sanguines, nerveuses, germinales...). La prolifération cellulaire au sein de ces tissus est rigoureusement contrôlée au cours de notre vie : certaines cellules (telles que les neurones) ne nécessitent pas un renouvellement constant, d'autres sont perpétuellement en cours de multiplication (cellules sanguines ou de la peau). Le contrôle de cette multiplication cellulaire normale se fait par l'intermédiaire d'un équilibre permanent entre facteurs activateurs (stimulateurs de la division cellulaire) et facteurs inhibiteurs (freins de la division cellulaire). Toute altération de cet équilibre, ou homéostasie cellulaire, peut faire pencher la balance soit du côté inhibiteur (dans ce cas la cellule meurt et disparaît), soit du côté activateur : la cellule se divise alors de façon incontrôlée et peut donner naissance à un cancer. 
De manière schématique, on peut faire une analogie entre une voiture et une cellule. Lorsque les systèmes qui contrôlent l’accélérateur et les freins de la voiture sont en bon état, celle-ci va donc pouvoir avoir une vitesse de croisière parfaitement contrôlée. Une voiture dans laquelle l’accélérateur serait activé en permanence ou bien ayant une absence totale de frein est donc lancée dans une course folle qui ne peut plus être arrêtée sauf par une catastrophe. Dans les cellules cancéreuses, cela se passe exactement de la même façon.
Il y a trois grandes catégories de gènes associés aux pathologies cancéreuses : les oncogènes, les gènes suppresseurs de tumeurs et les gènes de réparation de l’ADN.
Les proto-oncogènes (ou oncogènes) sont les régulateurs positifs de la prolifération cellulaire (les accélérateurs). Ils deviennent hyper-actifs et leur modification est dominante car il suffit qu'une des deux copies du gène soit modifiée. On a identifié actuellement plus de 100 oncogènes. Les plus connus sont les gènes Ha-ras, myc, ou abl.
La seconde catégorie comprend les gènes suppresseurs de tumeurs (ou anti-oncogènes) qui sont des régulateurs négatifs de la prolifération cellulaire (les freins).
Il existe également les gènes de réparation qui sont capables de détecter et de réparer les lésions de l’ADN qui ont modifié les oncogènes ou les gènes suppresseurs de tumeur. Ces systèmes de réparation sont également inactivés dans les cellules cancéreuses.
Les cancers sont des pathologies génétiques c’est-à-dire qu’ils ont pour origine une modification quantitative et/ou qualitative des gènes décrits ci-dessus. Comme il s’agit d’altérations génétiques somatiques qui ne sont présentes que dans le tissu malade, la plupart des cancers ne sont donc pas héréditaires. Les cancers familiaux (10 % des cancers humains) sont associés à une altération constitutionnelle (ou germinale) d’un gène qui est donc présente dans toutes les cellules de notre organisme, gamètes incluses. Cette altération peut donc être transmise à la descendance.

## Gènes suppresseurs de tumeurs

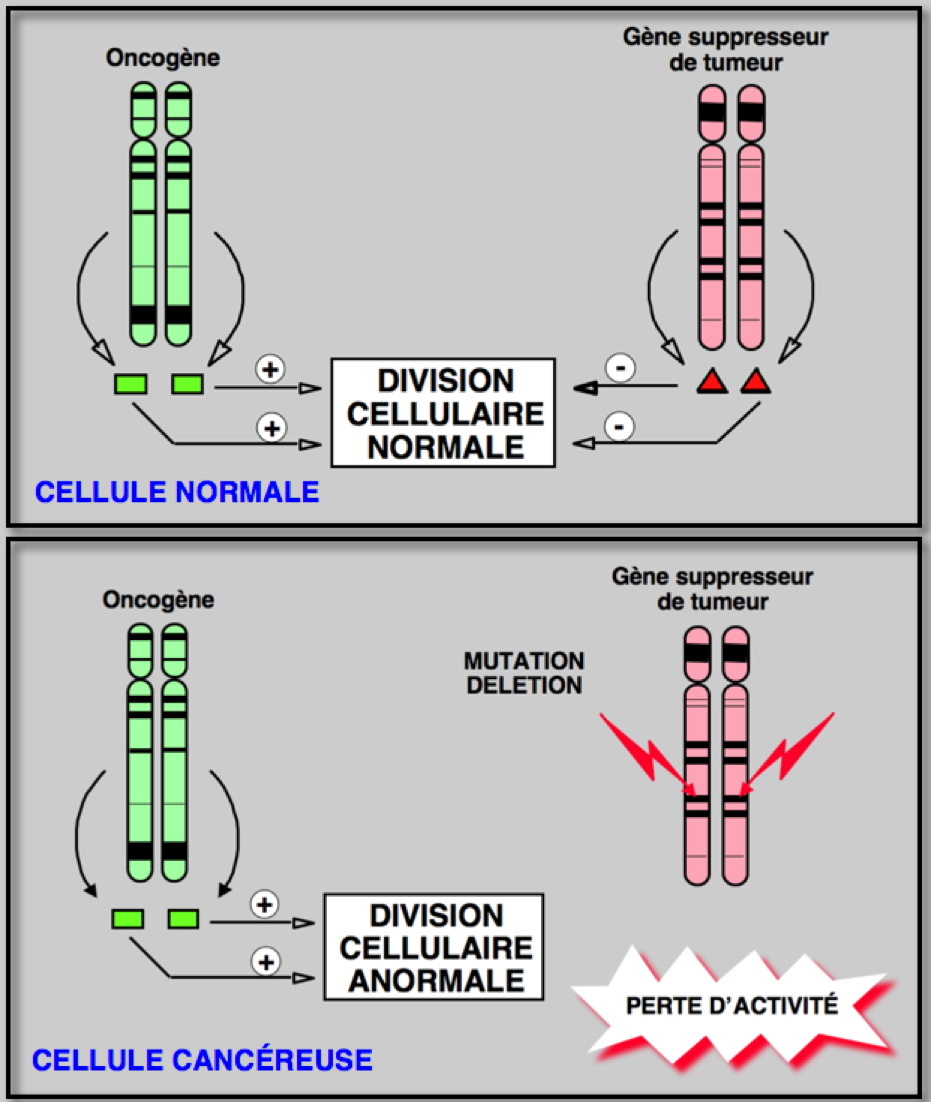
L'espèce humaine possède 23 paires de chromosomes (tous les gènes sont donc présent à l'état de deux copies par cellules à l'exception des cellules germinales et on fait abstraction des chromosomes sexuels X et Y). L'altération de la fonction d'un gène suppresseur de tumeur nécessite que les deux copies du gène soient inactives

Contrairement aux oncogènes qui deviennent hyperactifs dans les cellules cancéreuses, les gènes suppresseurs de tumeurs perdent leur(s) fonction(s) dans les cancers humains. Il peut s'agir soit de délétions d'une région du chromosome contenant le gène, soit de mutations ponctuelles qui détruisent (ou altèrent) sa fonction. Le génome humain est diploïde, ce qui signifie que tous les gènes sont présents à l’état de deux copies par cellule, la copie du chromosome paternel et celle du chromosome maternel (on fait abstraction des chromosomes sexuels X et Y). Pour que la fonction d’un gène suppresseur soit perdue, il est nécessaire que les deux copies du gène soient inactivées (voir figure). Le premier gène suppresseur de tumeur, Rb1, a été découvert dans le rétinoblastome, un cancer de l’œil chez l’enfant. Par la suite de nombreux gènes suppresseurs ont été découverts. Certains sont inactivés dans des cancers très spécifiques, à l'instar de BRCA1 et BRCA2 dans les cancers du sein, d'APC dans les cancers du côlon, ou de WT1 dans les cancers du rein. D’autres gènes suppresseurs de tumeurs ont un spectre d’inactivation plus large comme p53 or p19ARF qui sont inactivés dans un grand nombre de types de cancer.
Le promoteur d’un gène se trouve en amont de la séquence dite « codante », c’est grâce à cette région que le gène est régulé : différentes protéines peuvent interagir avec l’ADN et entraîner son activation ou sa répression transcriptionnelle, c’est-à-dire sa transcription ou non en ARN. Lorsqu’un promoteur est hyperméthylé (ajout de groupements méthyl CH3 sur les cytosines C d’îlots CpG) la transcription du gène n’a plus lieu. Ce dernier est donc « éteint ».
Lorsque l’on ré-exprime un gène suppresseur de tumeurs dans une cellule cancéreuse de manière artificielle celle-ci perd toutes ou partie de ses caractéristiques cancéreuses. Elle peut par exemple proliférer moins vite voire arrêter de se diviser ou encore perdre son indépendance d’ancrage (capacité à pousser sans support).
Quand un gène suppresseur de tumeurs est inactivé chez la souris celle-ci développe des tumeurs, ceci est en général la « preuve » que le gène d’intérêt est suppresseur de tumeurs.

## Cancers héréditaires
Des gènes suppresseurs de tumeurs peuvent être impliqués dans les cancers héréditaires.
Depuis longtemps, on sait qu'une prédisposition à certaines formes de cancers peut être transmise de manière héréditaire. En fait, il faut considérer deux types de situations: Tout d'abord, les cancers strictement héréditaires qui sont extrêmement rares (comme le rétinoblastome). La seconde situation, qui est plus fréquente mais aussi plus difficile à discerner, concerne les cancers familiaux qui sont définis par le fait qu'il existe des familles présentant une incidence élevée de cancers. Il s'agit notamment des cancers coliques familiaux ou des familles avec association de cancers du sein et de l'ovaire. En 1970, un modèle avait été proposé pour tenter d'expliquer cette hérédité. C'est seulement en 1990, que ce modèle a été confirmé avec la mise en évidence qu'il existait des mutations héréditaires de certains gènes suppresseurs de tumeurs. Le gène p53 n'échappe pas à cette règle car son altération est retrouvée dans les familles atteintes du syndrome de Li-Fraumeni (du nom des deux chercheurs -Frédérick Li et Joseph Fraumeni- qui l'ont décrit). Ce syndrome se manifeste par l'association familiale d'un large spectre de cancers incluant des ostéosarcomes, des cancers du sein, des sarcomes des tissus mous et des leucémies. L'âge moyen d'apparition de ces tumeurs est très précoce et l'analyse statistique prédit que 50 % des individus auront une tumeur avant 30 ans et 90 % avant 70 ans. Il a été montré qu'une altération héréditaire du gène p53 est impliquée dans ce syndrome. Dans une famille donnée, les membres hétérozygotes pour une altération du gène p53 (un allèle normal et un allèle muté) auront une grande probabilité de développer une tumeur quand les cellules auront perdu l'allèle normal du gène p53. Cette altération se transmet de façon rigoureusement mendélienne à la descendance, assurant ainsi la diffusion de cette mutation aux générations suivantes.

## Gènes suppresseurs de tumeurs et cancers
| Gène suppresseur de tumeur | Cancers associés à une mutation germinale (germinale = Cellule formant des gametes spermatozoide/ovcyte)      | Cancers associés à une altération somatique                |
| -------------------------- | --- | ---------------------------------------------------------- |
| p53                        | Syndrome de Li-Fraumeni (nombreux types de cancers)                                                           | Pratiquement tous les types de cancers humains             |
| PTEN                       | Syndrome de Cowden (risque très important cancer du sein, endomètre, utérus, rein, thyroïde,...)              | Nombreux cancers                                           |
| BRCA1                      | Cancers du sein et de l'ovaire familiaux                                                                      | Cancers du sein (rare)                                     |
| BRCA2                      | Cancers du sein familiaux                                                                                     | tres peu fréquent                                          |
| APC                        | Polypose recto-colique familiale                                                                              | Cancer du côlon (80 %)                                     |
| MLH1, MSH2, (MSH6 rare)    | Cancer colorectal héréditaire sans polypose                                                                   | Cancer du côlon                                            |
| RB1                        | Rétinoblastomes familiaux                                                                                     | Rétinoblastomes sporadiques, sarcomes, cancers bronchiques |
| VHL                        | Maladie de Von Hippel Lindau (tumeur du rein)                                                                 | Cancer du rein                                             |
| WT1                        | Syndromes de WAGR ou Denys-Brash associés à des tumeurs uro-génitales chez le jeune enfant (tumeurs de Wilms) | Tumeurs de Wilms sporadiques (rare)                        |
| PTCH                       | Syndrome de Gorlin (prédiposition aux cancers de la peau)                                                     | Cancers de la peau de type baso-cellulaires                |
| NF1                        | Neurofibromatose de type I                                                                                    | Peu courant, melanomes, neuroblastomes                     |

(*) liste non exhaustive